# Viola pubescens
Viola pubescens, thường gọi là violet lông vàng, là một thành viên thuộc chi Hoa tím. Đây là một loài violet rất phổ biến ở vùng phía đông của Bắc Mỹ (7 tỉnh bang ở Canada và 38 tiểu bang ở Hoa Kỳ).

## Mô tả

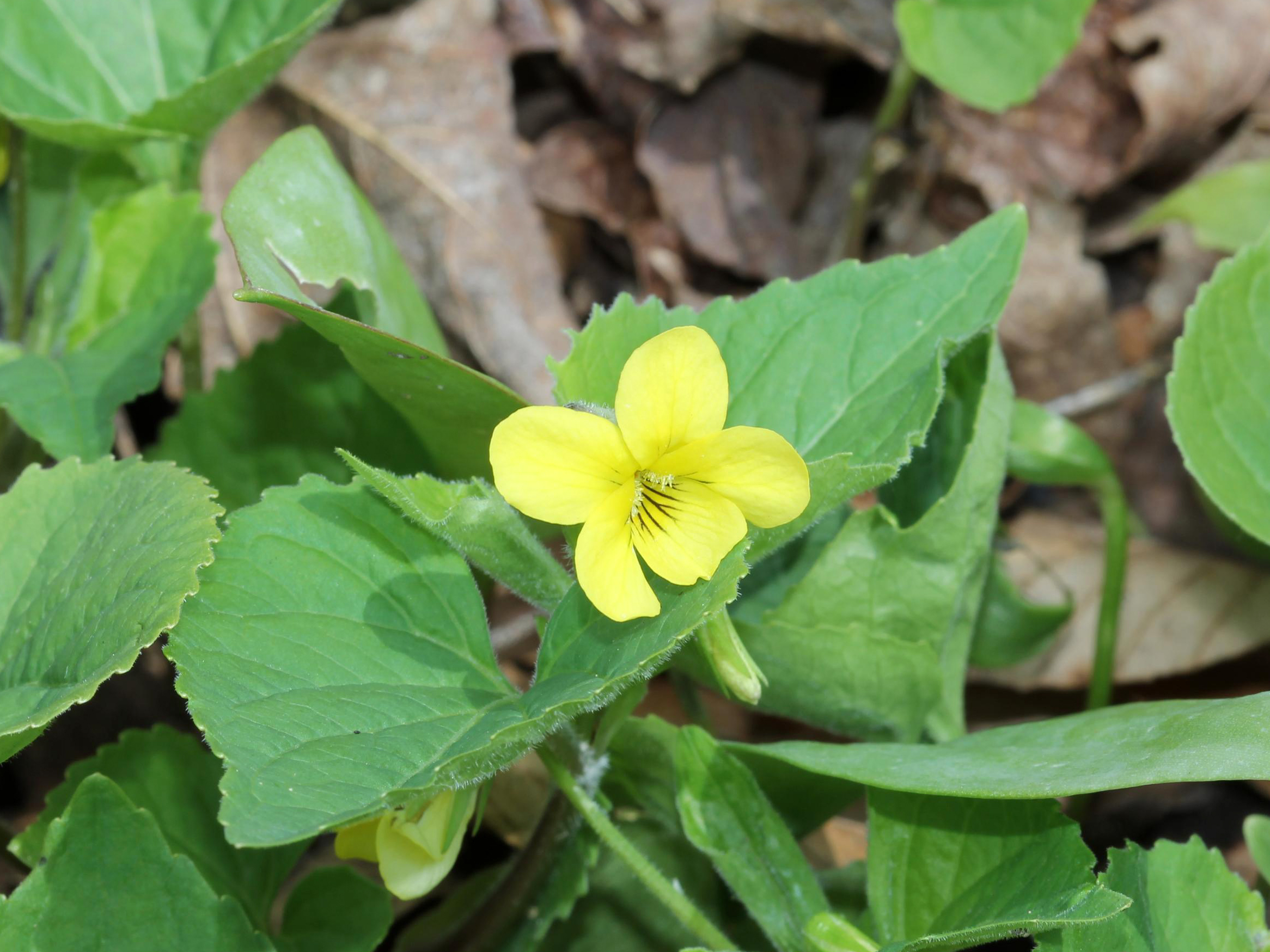
Hoa và lá của V. pubescens

V. pubescens là một cây thân thảo lâu năm, ưa đất mùn ẩm, cát kết và chịu bóng râm. V. pubescens thường sinh trưởng trong rừng ẩm, nơi có những cồn cát, hoặc đôi khi là những trảng cỏ.
Thân cây có màu xanh hơi đỏ, dài 2 – 3 mm. Lá mọc xen kẽ, hình tim, dài và rộng khoảng 3 – 10 cm, có sáp, lông tơ nhiều ở mặt dưới nhưng ít ở mặt trên, có răng cưa nhưng cùn ở hai bên mép lá; thường có 2 tới 4 lá ở gần đỉnh; cuống lá dài khoảng 20 cm và đường kính 1 – 2 mm; lá kèm dài 8 – 20 mm và rộng 4 – 7 mm, có hoặc không có răng cưa và lông tơ; tất cả các lá đều có màu xanh sáng. Hoa lưỡng tính, có 5 cánh màu vàng với các gân màu nâu tía, nở vào tháng 3 - 6, đường kính khoảng 2 cm, kết trái sau 6 - 7 tuần. Quả nang hình trứng, dài khoảng 8 – 14 mm, màu nâu khi chín, chứa nhiều hạt.
Vào mùa xuân, V. pubescens sẽ cho ra hoa thụ phấn mở và hoa thụ phấn ngậm vào mùa hè cho đến mùa thu.
V. pubescens trông rất giống với loài violet Viola rotundifolia do màu hoa vàng tươi của nó. Hai loài có thể được phân biệt qua hình dạng và răng cưa của lá.